# Merkurius
Merkurius (symbol: ☿) är den innersta och minsta planeten i solsystemet, med en omloppstid runt solen på ungefär 88 dygn. På grund av sin närhet till solen är den svår att observera från jorden och kan bara ses i gryningen eller skymningen för blotta ögat eller med en fältkikare. Merkurius har ändå en observationshistoria på åtminstone 3 400 år, eftersom den finns dokumenterad i MUL.APIN, det babyloniska verk som behandlar babylonisk astronomi och astrologi.
Man vet relativt lite om Merkurius. Mycket av informationen om planeten samlades in av den första rymdsonden som varit i närheten, Mariner 10 (1974–1976). Den 14 januari 2008 passerade dock den betydligt mer avancerade sonden MESSENGER planeten. Ytterligare två passager har gjorts av sonden.
Ytan är ganska lik månens då den har relativt många kratrar. Merkurius har i princip ingen atmosfär, och yttemperaturen varierar mellan –173 grader Celsius i botten av kratrarna vid polerna och +427 grader Celsius på de varmaste ställena på solsidan. Planeten saknar, liksom Venus, naturliga satelliter (månar).
Planetens namn kommer från romarna, som namngav den efter den romerske guden Mercurius. Den astronomiska symbolen för Merkurius är en stiliserad kaducé.

## Fysiska egenskaper

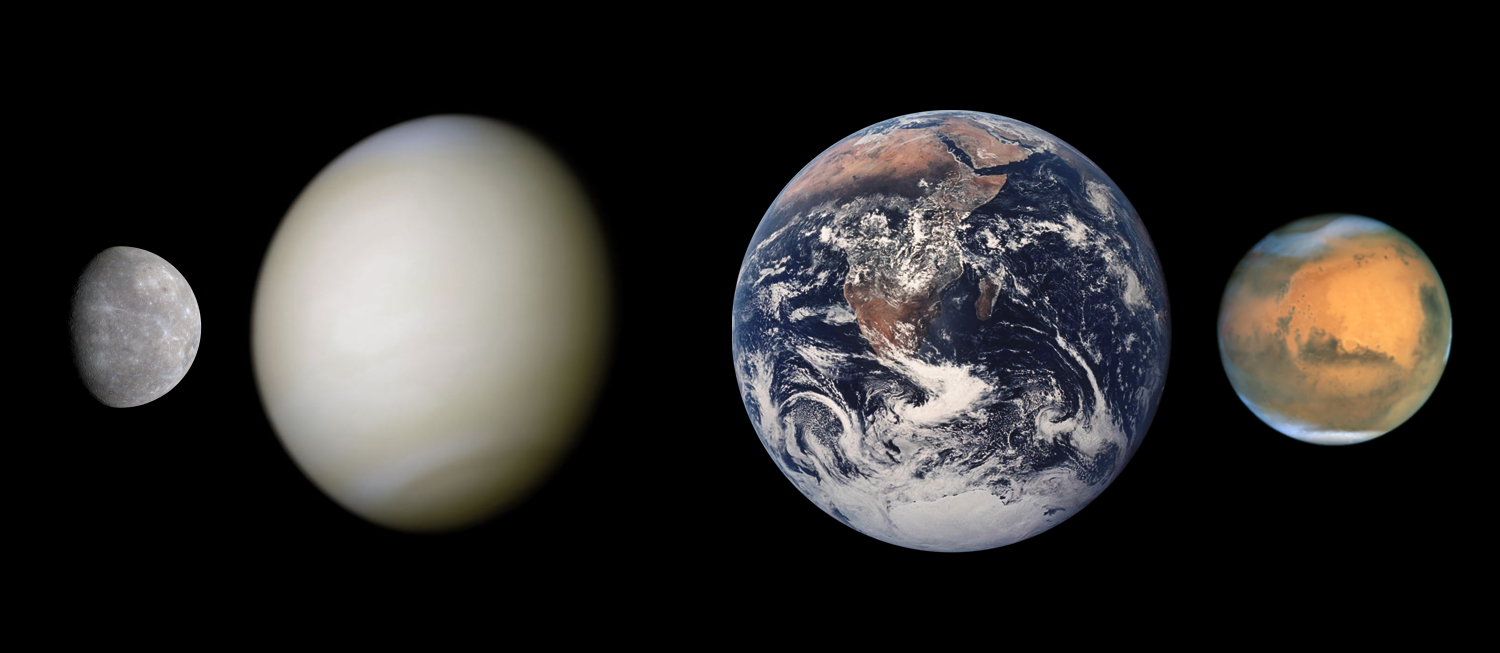
Storleksjämförelse mellan de inre planeterna (Merkurius, Venus, jorden och Mars).

Merkurius är en av de fyra stenplaneterna, vilket innebär att den likt jorden har en fast yta i form av en skorpa av sten. Den är den minsta av stenplaneterna, med en diameter på 4 879 kilometer vid ekvatorn, vilket är ungefär två femtedelar av jordens. Merkurius består av uppskattningsvis sjuttio procent metalliska ämnen och trettio procent silikater. Planetens densitet är den näst högsta i solsystemet med 5,43 gram per kubikcentimeter, endast något mindre än jordens 5,515 g/cm3. Merkurius okomprimerade densitet beräknas till 5,3 g/cm3 jämfört med jordens 4,4 g/cm3.

### Inre struktur

Merkurius inre:
1) Skorpa, ca 20–50 km tjock
2) Mantel, 360–390 km tjock
3) Kärna, ca 2 030 km i radie

Merkurius höga densitet kan användas för att dra slutsatser om dess inre struktur. Medan jordens höga densitet till stor del orsakas av den kompression som den stora tyngden av jordens massa orsakar på dess inre regioner så är Merkurius mycket mindre och inte alls lika komprimerad. Därmed kan slutsatsen dras att kärnan måste vara mycket stor i förhållande till planetens storlek och rik på järn. Merkurius kärna har beräknats ha en radie på cirka 2 030 kilometer och upptar därmed ungefär 58 procent av Merkurius volym, medan jordens kärna endast upptar ungefär 16 procent av jordens volym.
Den stora järnrika kärnan lämnar endast omkring 410 km kvar för de yttre strukturerna av Merkurius, varav skorpan har beräknats vara cirka 20–50 km tjock, vilket ungefär motsvarar tjockleken på jordens kontinentalskorpor. En mycket utmärkande detalj för Merkurius yta är det stora antalet kammar, som i vissa fall sträcker sig över flera hundra kilometer. Man tror att de bildades när Merkurius kärna och mantel svalnade och krympte efter det att skalet hade stelnat.
Merkurius har en mycket högre järnhalt än någon annan planet i solsystemet. Flera hypoteser har lagts fram för att förklara Merkurius höga metallhalt. Den mest accepterade teorin är att kvoten metall delat med silikat ursprungligen var av samma storleksordning som kondritmeteorernas och massan var ungefär 2,25 gånger dess nuvarande massa, men att planeten tidigt i solsystemets historia träffades av en planetesimal som hade ungefär en sjättedel av Merkurius massa. Detta nedslag skulle ha rivit bort en stor del av den ursprungliga skorpan och manteln och lämnat kärnan ensam. En liknande teori har för övrigt föreslagits för att förklara hur månen bildats.
Enligt en alternativ hypotes kan Merkurius ha formats från solens nebulosa innan dennas energiproduktion hade stabiliserats. Planeten skulle då ha haft ungefär dubbelt så stor massa som nu. När sedan protosolen utvidgade sig skulle temperaturen nära Merkurius kunna ha nått upp till mellan 2 500 och 3 500 Kelvin, och kanske även upp till så högt som 10 000 Kelvin. Mycket av Merkurius ytsten skulle ha förångats i sådana temperaturer och bildat en atmosfär av förångad sten vilken skulle ha förts bort av solvinden.
En tredje hypotes säger att friktion mot solnebulosan förorsakade lättare partiklar som befanns sig i närheten av Merkurius ackretionsskiva fördes bort av solvinden och bara lämnade kvar tyngre material. Alla dessa hypoteser förutspår olika ytsammansättningar, och två kommande rymduppdrag, MESSENGER och BepiColombo, har båda som mål att pröva dessa hypoteser.

### Yta
Merkurius yta är mycket lik jordens måne, och uppvisar vidsträckta havsliknande slätter och stora mängder kratrar, vilket tyder på att den har varit geologiskt inaktiv i miljarder år. På grund av det låga antalet rymdsonder som har sänts till Merkurius är dess geologi den minst utforskade av stenplaneternas. 
De ytstrukturer som finns har fått följande namn:
- Albedo-objekt – områden med påfallande skillnad i reflektivitet
- Dorsa – bergskammar (se  Lista över geologiska strukturer på Merkurius)
- Montes –  berg (se Lista över geologiska strukturer på Merkurius)
- Planitiae – slätter (se Lista över geologiska strukturer på Merkurius)
- Rupes – sprickor (se Lista över geologiska strukturer på Merkurius)
- Valles – dalar (se Lista över geologiska strukturer på Merkurius)[25][26]

Under och tidigt efter Merkurius bildande blev den bombarderad av kometer och asteroider över en period som tog slut för ungefär 3,8 miljarder år sedan. Under denna period av intensivt kraterbildande tog planeten emot kollisioner över hela sin yta, vilket underlättades av avsaknaden av en betydande atmosfär. Under denna tid var planeten vulkaniskt aktiv och slätter som Caloris-bassängen fylldes av magma från planetens inre, vilket producerade jämna slätter liknande månhaven.

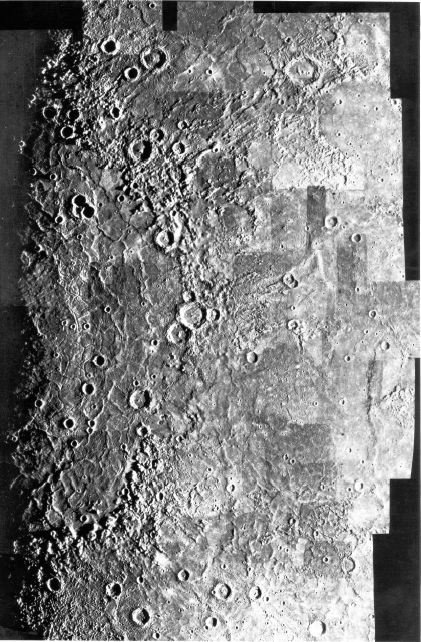
Calorisbassängen, en av de största nedslagskratrarna i solsystemet.

Kratrar på Merkurius varierar mellan några få meter till hundratals kilometer i diameter. Den största kända kratern är den enorma Caloris-bassängen med en diameter på  1 300 kilometer. Det nedslag som skapade Calorisbassängen var så kraftfull att den orsakade lavautbrott och över 2 kilometer höga koncentriska ringar kring kratern. Vid Calorisbassängens motpol finns ett stort område ovanlig, kullig terräng känd som den bisarra terrängen. En hypotes om skapandet av detta underliga geologiska område är att chockvågor genererades under nedslaget och färdades runt planeten, och när de möttes vid nedslagets motpol kolliderade de och skapade denna säregna terräng.
Slätterna på Merkurius kan delas in i två skilda grupper:
1. de yngre slätterna med få kratrar och
2. de äldre slätterna med många kratrar.

På planetens yta finns även ett ovanligt stort antal veckningar som korsar varandra på slätterna. Man tror att när planetens inre svalnade drog den ihop sig och att ytan sedan började deformeras. De veckningar man kan se på andra objekt, som på kratrar och jämna slätter, indikerar att de är yngre. Merkurius yta visar också spår av betydande tidvattenkrafter som orsakats av solen. Tidvattenskrafterna är omkring 17 procent starkare än de månen skapar på jorden.
Likt månen drabbas Merkurius yta antagligen av de återkommande effekterna av rymdväder. Solvind och mikrometeoritnedslag kan förmörka albedon och förändra reflektiva områden på ytan.
Den genomsnittliga yttemperaturen på Merkurius är 452 Kelvin (179 grader Celsius), men varierar mellan 90 Kelvin (minus 183,2 grader Celsius) och 700 Kelvin (427 grader Celsius). De stora variationerna beror på avsaknaden av en atmosfär. Solljuset på Merkurius yta är 5,5 gånger så starkt som på jorden, med ett strålningsvärde på 9,13 kilowatt per kvadratmeter.

#### Möjligheter till is
Trots de allmänt höga temperaturerna på dess yta antyder observationer i hög grad att is existerar på Merkurius. Bottnarna i djupa kratrar nära polerna blir aldrig utsatta för direkt solljus och temperaturen ligger under den globala medeltemperaturen. Is reflekterar radar tydligt, och fläckar med mycket hög radarreflektivitet nära polerna har observerats. Trots att is inte behöver vara den enda möjliga orsaken till de reflektiva områdena tror astronomer att det är den mest troliga förklaringen.
Man tror att de isiga regionerna är täckta till ett djup av några få meter och innehåller endast ungefär 1014–1015 kilogram is. Som jämförelse väger istäcket på Antarktis omkring 4 · 1018 kilogram, och Mars södra polkalott innehåller omkring 1016 kilogram vatten. Man vet ännu inte hur isen kom till Merkurius, men sannolikt härstammar den från kollisioner med kometer.

### Atmosfär
Merkurius gravitation är för liten för att planeten skulle kunna behålla någon betydande atmosfär över en längre tidsperiod; den har en tunn atmosfär bestående av syre, natrium, väte, helium och kalium. Atmosfären är inte stabil, vilket innebär att atomer kontinuerligt försvinner och ersätts av nya från ett flertal olika källor. Väte och helium kommer troligtvis från solvinden och diffunderar in i Merkurius magnetosfär. Nedbrytning av radioaktiva ämnen är en annan källa till helium samt till natrium och kalium. Troligen finns det även vattenånga som förts till Merkurius med kometer.

### Magnetfält
Trots sin långsamma rotation har Merkurius ett relativt starkt magnetfält med en styrka som är en procent av jordens magnetfält. Det är möjligt att detta magnetfält bildas på ungefär samma sätt som jordens, genom en dynamo i form av en cirkulerande flytande kärna. Forskare är dock osäkra på om Merkurius kärna fortfarande är flytande, även om senare uppgifter alltmer stödjer teorin att kärnan åtminstone är delvis flytande. Detta kan bero på tidvatteneffekterna under perioder av hög excentricitet. Det är också möjligt att Merkurius magnetfält är en kvarlämning av en tidigare generatoreffekt som nu upphört.
Merkurius magnetfält är starkt nog att skärma av solvinden runt planeten och bilda en magnetosfär som solvinden inte kan tränga genom.

## Omloppsbana och rotation
Merkurius omloppsbana är den mest excentriska bland solsystemets större himlakroppar, med ett avstånd från solen som varierar mellan 46 000 000 och 70 000 000 kilometer. Det tar 88 dagar för Merkurius att färdas ett varv runt solen.
Bilderna till höger illustrerar effekterna av excentriciteten, genom att visa Merkurius position utritad med ett intervall på fem dagar tillsammans med en cirkulär bana med samma radie. Den högre hastigheten när planeten är nära perihelium, det vill säga vid det kortaste avståndet till solen, syns tydligt.  
Detta varierande avstånd till solen, kombinerat med en unik 3:2-banresonans av planetens rotation runt sin axel resulterar i en komplex variation av yttemperaturen. Banresonansen medför att ett dygn på Merkurius varar exakt två merkuriusår, eller ungefär 176 jorddygn.
Merkurius omloppsbana har en inklination på sju grader i förhållande till jordens omloppsbana, vilket visas i den understa bilden. Merkuriuspassager (då Merkurius befinner sig på en linje mellan jorden och solen) blir därför ganska sällsynta trots den korta omloppstiden. I genomsnitt sker merkuriuspassager var sjunde år.
Merkurius axellutning är endast 0,01 grader. Det är en trehundradel av Jupiters, som är den näst minsta axellutningen bland planeterna på 3,1 grader. Detta betyder att en observatör vid Merkurius poler aldrig skulle se solens centrum stiga mer är 2,1 bågminuter över horisonten.
På bestämda platser på Merkurius yta skulle en observatör under en enda Merkuriusdag kunna se solen stiga halvvägs, för att sedan gå ner innan den går upp igen. Detta är en följd av att Merkurius banhastighet ungefär fyra dagar före perihelium är exakt lika med dess rotationshastighet så att solens skenbara rörelse upphör.

### Förståelsen av perihelium
När man upptäckte att Merkurius omloppsbana långsamt precesserar kunde man inte förklara detta med Newtons rörelselagar, och i många år trodde man att en annan planet med en omloppsbana ännu närmare solen existerade, vilket skulle kunna förklara precessionen. Det fanns också andra förklaringar som byggde på en liten tillplattning av solen. Framgångarna med sökandet efter Neptunus, baserat på störningar i Uranus omloppsbana, ledde astronomerna att tro på den förra teorin och den hypotetiska planeten fick namnet Vulkan. I början av 1900-talet kunde dock Albert Einsteins allmänna relativitetsteori ge en fullständig förklaring av den observerade precessionen. Merkurius precession beror på massdilatation, och gav en viktig bekräftelse av Einsteins teori. Merkurius är något tyngre vid perihelium än vid aphelium eftersom den där rör sig snabbare. Effekterna är mycket små: skillnaden i periheliums inträffande enligt respektive teori är endast 43 bågsekunder per århundrade. Effekten är än mindre för andra planeter: 8,6 bågsekunder per århundrade för Venus, 3,8 för jorden och 1,3 för Mars.
Forskning tyder på att excentriciteten i Merkurius omloppsbana varierar kaotiskt från noll (cirkulär) till det höga 0,47 över flera miljoner år. Man tror att detta förklarar Merkurius 3:2-banresonans mellan omloppstiden runt solen och rotationen runt den egna axeln (i stället för det mer vanliga 1:1), då sannolikheten för ett sådant tillstånd är högre under en period med hög excentricitet.

## Observera Merkurius
Merkurius skenbara magnitud varierar från -2,6 (ljusare än Sirius) till 5,5.  Observationer av Merkurius är komplicerade på grund av dess närhet till solen, då den dränks i solens strålar nästan hela tiden. Merkurius kan endast observeras under en kort period på morgonen eller kvällen. Rymdteleskopet Hubble kan inte observera Merkurius då detta skulle skada dess känsliga instrument.

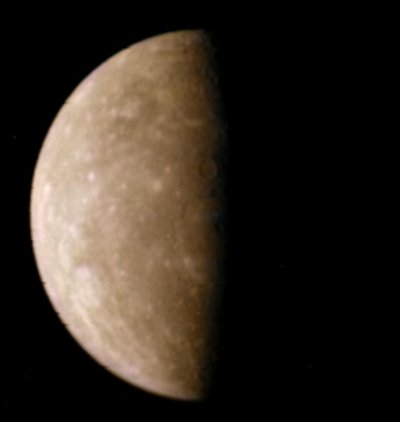
Merkurius från Mariner 10

Merkurius ser ut att ha faser, precis som månen, när den observeras från jorden. Den är så att säga ny vid undre konjunktion och full vid övre konjunktion. Planeten tenderar att vara osynlig under dessa tillfällen. Halvmerkuriusfasen inträffar vid den största elongationen, när Merkurius stiger tidigast före solen vid största västliga elongation, och går ner senast efter solen vid östlig elongation. Dess avstånd från solen varierar från 17,9 grader vid perihelium till 27,8 grader i aphelium.
Merkurius är i undre konjuktion i genomsnitt var 116:e dag, men detta intervall kan variera från 111 till 121 dagar på grund av planetens excentriska omloppsbana. Dess period av retrograd rörelse sett från jorden kan variera från åtta till femton dagar på båda sidorna av undre konjunktion.
Merkurius ses oftare från den södra hemisfären än den norra, då de största möjliga västra elongationerna alltid sker när det är tidig höst på den södra hemisfären, medan dess största möjliga östra elongationer sker när det är senvinter på den södra hemisfären. I båda fallen är Merkurius vinkel till ekliptikan som allra störst, vilket gör att den börja stiga flera timmar före solen i länder som tillhör det södra tempererade området, som Argentina och Nya Zeeland.  Vid de norra tempererade områdena stiger Merkurius aldrig över horisonten under mörka nätter. Merkurius kan, likt många andra planeter och de ljusaste stjärnorna, ses under en total solförmörkelse.
Merkurius ses som ljusast från jorden när den är i växande fas, mellan halv och full. Fast planeten är längre bort vid växande fas än då den är en månskära, kompenserar det större belysta området det större avståndet. Det motsatta gäller för Venus, som är ljusast från jorden sett när den endast är en tunn skära.

## Studier av Merkurius

### Tidiga observationer
Merkurius har varit känd sedan åtminstone 3000 f.Kr. Planeten var då känd av sumererna i Mesopotamien som Ubu-idim-gud-ud och under flera andra namn. Efter sumererna följde babylonierna (2000–1000 år före Kristi födelse). Observationshistorien är dokumenterad ända tillbaka dit, för 3 400 år, i lertavlorna MUL.APIN, det babyloniska verk som behandlar babylonisk astronomi och astrologi. Babylonierna kallade planeten Nabu eller Nebu efter ett sändebud till gudarna i deras mytologi.
Antikens greker gav planeten två namn: Apollon, när den var synlig på morgonhimlen, och Hermes, när den syntes på kvällshimlen. Grekiska astronomer kom snart underfund med att dessa två namn syftade på samma himlakropp. Pythagoras var den förste grek att lägga fram denna teori.

### Jordbaserad forskning

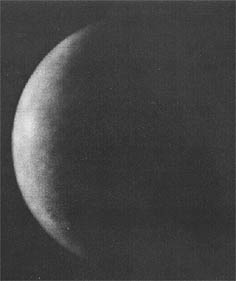
Denna bild tagen av Mariner 10 är likvärdig med de bästa bilder vi kan få från teleskop på jorden.

Den första observationen av Merkurius från teleskop gjordes av Galileo Galilei under det tidiga 1600-talet. Trots att han kunde observera Venus faser var hans teleskop inte tillräckligt starkt för att kunna se Merkurius faser. År 1631 gjorde Pierre Gassendi de första observationerna av en transit av en planet då hans såg Merkurius passera solen just så som hade förutsagts av Johannes Kepler. År 1639 studerade Giovanni Zupi planeten i ett teleskop och upptäckte då att Merkurius hade faser likt månen och Venus. Dessa observationer visade entydigt att Merkurius kretsade kring solen.
En mycket sällsynt händelse inom astronomin är när en planet passerar framför en annan sett från jorden, vilket kallas för ockultation. Det går flera århundraden mellan de tillfällen då Merkurius och Venus ockulterar varandra. En sådan händelse inträffade den 28 maj 1737 och är den enda historiska observationen av en ockultation med dessa båda planeter.  Nästa gång Venus ockulterar Merkurius kommer att äga rum år 2133.
De naturliga svårigheterna att observera Merkurius gör att planeten är mindre observerad än de övriga planeterna. På 1800-talet gjorde Johann Schröter observationer av ytdetaljer på Merkurius, men uppskattade felaktigt rotationstiden till 24 timmar. På 1880-talet kartlade Giovanni Schiaparelli planeten mer precist, och föreslog att Merkurius rotationstid var 88 dagar, samma som dess år på grund av tidvattenlåsningar. Detta fenomen är känt som bunden rotation, och uppvisas även av månen.
Teorin om att Merkurius rotation var bunden var vida spridd och det var en stor chock för astronomerna när radioobservationer på 1960-talet ifrågasatte detta. Om Merkurius skulle ha en låst rotation skulle den mörka sidan vara extremt kall, men mätningar av radiostrålning visade att den var mycket varmare än vad man tidigare trott.
Astronomerna var motvilliga att lägga teorin om Merkurius låsta rotation åt sidan och föreslog alternativa mekanismer såsom kraftiga vindar som skulle sprida värmen till baksidan för att förklara observationerna, men 1965 visade samstämmiga radioobservationer att planetens rotationstid var omkring 59 dagar. Data från Mariner 10 bekräftade därefter detta.
Jordbaserade observationer spred inte mycket mer ljus över den innersta planeten, och det var inte förrän rymdsonder besökte Merkurius som man förstod de mest grundläggande egenskaperna. Nyligen gjorda tekniska framsteg har dock lett till förbättrade jordbaserade observationer. År 2000 gav högupplösta bilder från Mount Wilson-observatoriet de första vyerna över delar av Merkurius som Mariner 10 aldrig fotograferade.

### Forskning med rymdsonder
Att utforska Merkurius från jorden innebär stora tekniska utmaningar, eftersom planeten kretsar mycket närmare solen än vad jorden gör. En rymdsond med målet Merkurius, uppskjuten från jorden, måste färdas över 91 miljoner kilometer mot solen, vilket dels kräver mycket energi för att upphäva en del av jordens omloppshastighet (trettio kilometer per sekund) för att över huvud taget komma in en omloppsbana runt Merkurius som ligger närmare solen än vad jordens omloppsbana gör; dels krävs mycket energi för att bromsa in sonden då den kommer till rätt avstånd från solen, efter att sonden har samlat på sig fart längs den 91 miljoner kilometer långa utförsbacken mellan jordens och Merkurius banor. Vidare måste denna energi för inbromsningen föras med som raketbränsle i sonden eftersom Merkurius mycket tunna atmosfär inte ger någon möjlighet till att gå ner i atmosfären och bromsa med hjälp av luftmotståndet. 
Faktum är att det krävs mer energi för att nå till Merkurius än vad det gör för att helt lämna solsystemet.
Bara två rymdsonder har hittills nått Merkurius: Mariner 10 1974 och 1975 samt Messenger 2008, 2009 och 2011.

#### Mariner 10

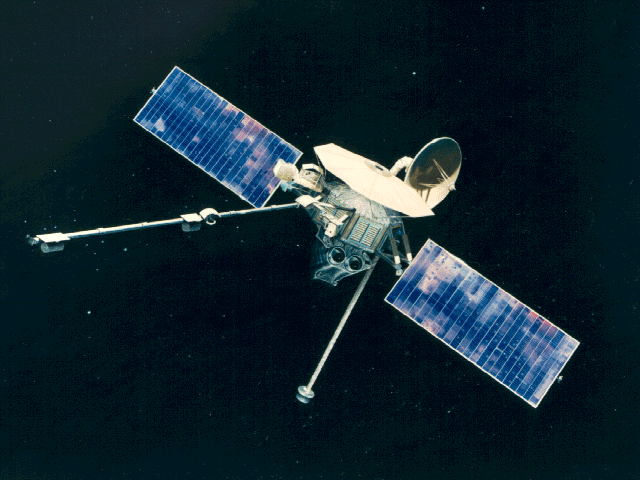
Mariner 10 var den första rymdsonden som besökte den innersta planeten.

Den första rymdsonden som passerade Merkurius var Nasas Mariner 10 som besökte Merkurius tre gånger mellan åren 1974 och 1975. Rymdsonden använde sig av Venus gravitation för att ändra sin bana så den skulle kunna närma sig Merkurius, och blev därmed den första att använda sig av denna så kallade gravitationsslunga. Mariner 10 tog de första närbilderna av Merkurius yta, vilka direkt visade på dess många kratrar, och avslöjade också många olika geologiska strukturer, såsom jättelika ärr som senare antogs vara ett resultat av att planeten minskat något i storlek under sin barndom. Dessvärre kunde bara en sida av Merkurius fotograferas, vilket resulterade i att endast 45 procent av ytan kartlades.
Rymdsonden passerade nära Merkurius tre gånger och kom som närmast 327 kilometer från ytan. Vid den första passagen upptäckte sondens instrument ett magnetfält. Detta kom som en stor överraskning för planetgeologerna, då man trott att Merkurius rotation skulle vara för långsam för att generera en tillräckligt betydande dynamoeffekt för att upprätthålla ett magnetfält. Den andra passagen användes mest för fotografering, men vid den tredje passagen lyckades man skaffa fram ytterligare information om magnetfältet. Informationen avslöjade att Merkurius magnetfält var mycket likt jordens, och att det också stötte bort solvinden runt planeten. Ursprunget till Merkurius magnetfält är dock fortfarande osäkert, och det finns flera konkurrerande hypoteser.
Endast några dagar efter Mariner 10:s sista passage tog dess bränsle slut, varför dess omloppsbana inte längre kunde kontrolleras och man bestämde sig för att låta rymdsonden stänga av sig själv. Man tror att Mariner 10 fortfarande kretsar kring solen, och att den passerar nära Merkurius med några månaders mellanrum.

#### Messenger

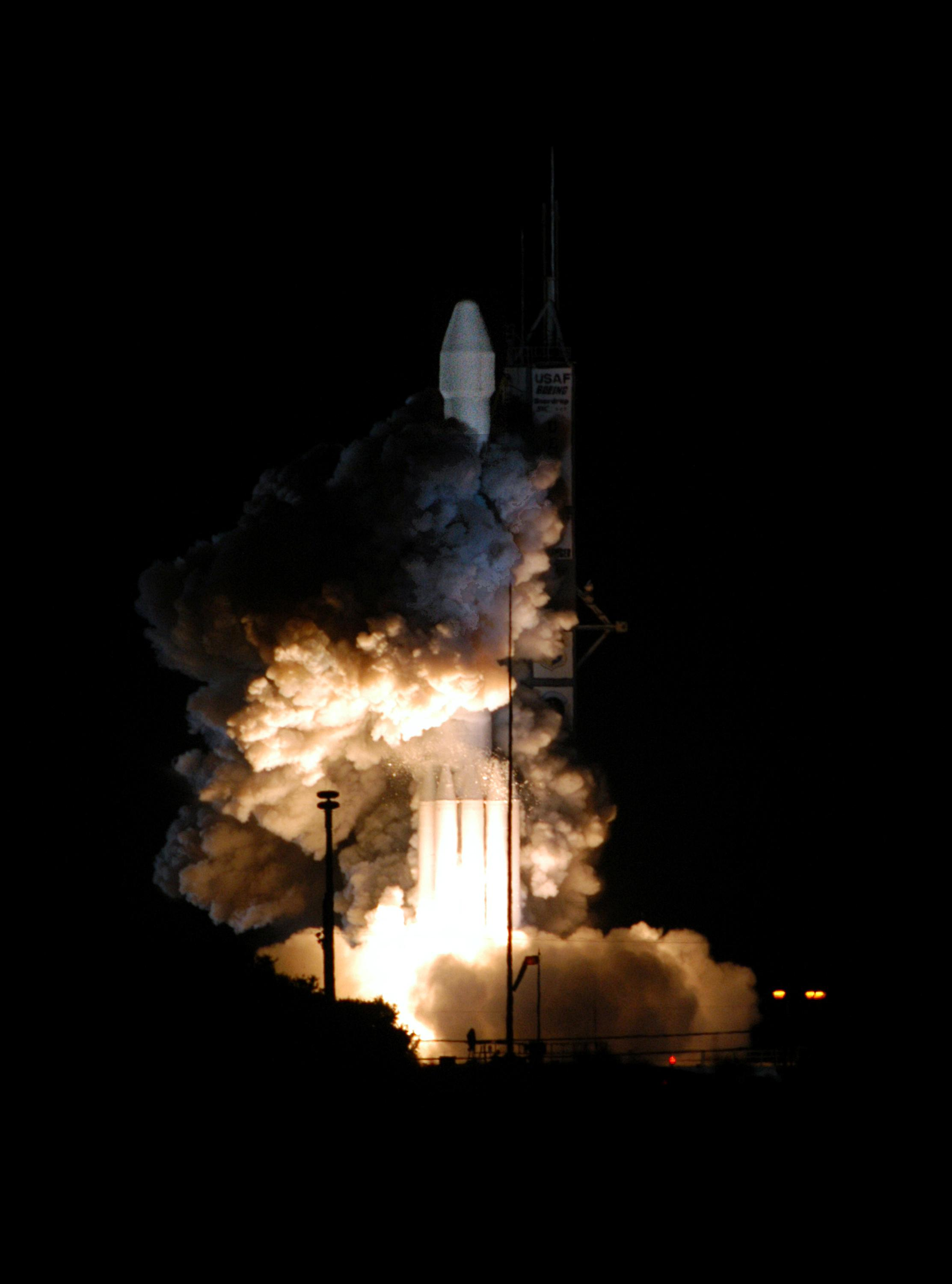
Messenger skjuts upp.

Ett andra Nasa-uppdrag till Merkurius, benämnt MESSENGER (MErcury Surface, Space ENvironment, GEochemistry, and Ranging), startade den 3 augusti 2004, från Cape Canaveral AFS ombord på en Delta II-raket. Messenger kom att göra flera närpassager av planeter innan den gick in i en omloppsbana för att kretsa kring Merkurius. Rymdsonden passerade jorden i februari 2005, Venus i oktober 2006 och i juni 2007. Tre passager av Merkurius gjordes 2008 och 2009, och den 18 mars 2011 gick sonden in i omloppsbana runt Merkurius. Den 24 april 2015 fick sonden slut på bränsle och 30 april 2015 kraschade sonden planenligt på planeten.
Rymdsonden var utformad för att öka kunskapen inom sex nyckelområden: 
1. Merkurius höga densitet,
2. dess geologiska historia,
3. magnetfältets natur,
4. kärnans struktur,
5. om det finns is på polerna och
6. var den tunna atmosfären kommer ifrån.

Rymdsonden bar med sig utrustning för att fotografera Merkurius i högre upplösning än vad Mariner 10 gjorde. Sonden bar även med sig spektrometrar för att undersöka ämnen i kärnan och magnetometrar för att mäta laddade partiklars hastighet. Detaljerade mätningar av sondens hastighet när den kretsar har använts för att komma fram till information om Merkurius inre struktur.

#### BepiColombo
Japan tillsammans med European Space Agency har skjutit upp en satellit med namnet BepiColombo, som kommer att kretsa kring Merkurius med två rymdsonder: den ena för att kartlägga planeten och den andra för att studera dess magnetosfär. I den ursprungliga planen fanns även en landare med, men den har tagits bort.  Precis som Messenger kommer BepiColombo att göra nära passager av planeter och passera Merkurius några gånger. Uppskjutningen genomfördes den 20 oktober 2018 och sonderna planeras att ligga i omloppsbana runt Merkurius sent 2025 och ska studera Merkurius i ungefär ett år.
Sonderna kommer att bära med sig utrustning som liknar Messengers, bland annat flera spektrometrar som kommer att studera planeten i flera olika våglängder:
- infrarött,
- ultraviolett,
- röntgen- och
- gammastrålning.

Förutom mätningarna av själva planeten kommer BepiColombo att pröva den allmänna relativitetsteorin med ökad noggrannhet.
Rymdsonden är namngiven efter forskaren Giuseppe (Bepi) Colombo, som var den förste att förklara Merkurius 3:2-banresonans med solen och som 1974 var inblandad i planeringen av Mariner 10.